# 914 Palisana
914 Palisana

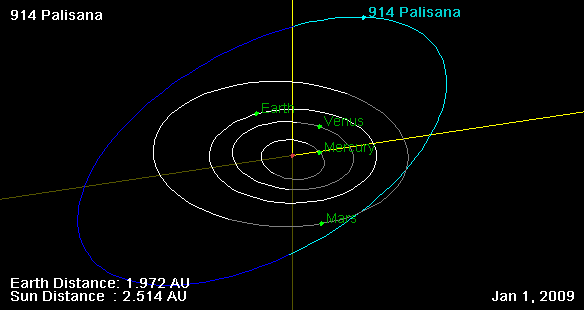
Quỹ đạo của 914 Palisana và vị trí của 914 Palisana vào ngày 1/1/2009

914 Palisana là một tiểu hành tinh bay quanh Mặt Trời. Nó được đặt theo tên một nhà thiên văn học Áo Johann Palisa.